# Thann (Gemeinde Opponitz)
Thann ist eine Ortschaft und eine Katastralgemeinde der Gemeinde Opponitz im Bezirk Amstetten in Niederösterreich.

## Geschichte
Laut Adressbuch von Österreich waren im Jahr 1938 in Thann ein Fuhrwerker, ein Gastwirt, ein Gemischtwarenhändler, ein Schmied, ein Wagner und mehrere Landwirte ansässig.

## Siedlungsentwicklung
Zum Jahreswechsel 1979/1980 befanden sich in der Katastralgemeinde Thann insgesamt 60 Bauflächen mit 14.709 m² und 32 Gärten auf 109.873 m², 1989/1990 waren es 54 Bauflächen. 1999/2000 war die Zahl der Bauflächen auf 61 angewachsen und 2009/2010 waren es 43 Gebäude auf 69 Bauflächen.

## Landwirtschaft
Die Katastralgemeinde ist forstwirtschaftlich geprägt. 259 Hektar wurden zum Jahreswechsel 1979/1980 landwirtschaftlich genutzt und 601 Hektar waren forstwirtschaftlich geführte Waldflächen. 1999/2000 wurde auf 178 Hektar Landwirtschaft betrieben und 681 Hektar waren als forstwirtschaftlich genutzte Flächen ausgewiesen. Ende 2018 waren 175 Hektar als landwirtschaftliche Flächen genutzt und Forstwirtschaft wurde auf 675 Hektar betrieben. Die durchschnittliche Bodenklimazahl von Thann beträgt 19,6 (Stand 2010).